# Veritas (Sanctuary – Génrejtek)
A Veritas (Veritas) a Sanctuary – Génrejtek című kanadai sci-fi-fantasy televíziós sorozat második évadjának hetedik epizódja.

## Ismertető
|  | Alább a cselekmény részletei következnek! |

Will tajtékozva érkezik vissza szabadságáról a Menedékbe, Declan MacRae azzal a hírrel fogadja, hogy Nagyfiút lelőtték. Mind a nyomok, mind Helen zavart mentális állapota arra utalnak, ő követte el a gyilkosságot, ám az elmúlt hétről nincsenek emlékei. Nagyfiú korábban szóvá tette, hogy Helen kezd szétcsúszni. Kate egy informátortól megtudja, hogy Magnus illegális úton szerzett be tiltólistás abnormális lényt, illetve azt is furcsállta, mikor a napokban üzenetet kapott Magnustól, hogy menjen el egy helyre egy abnormális lényért, ám az nem volt ott, sőt maga a megadott cím sem létezett.
Henry a számítógépben próbál nyomokat találni, és rábukkan Helen gépében az agyáról készült felvételek sorozatára, melyeken agyának évek óta tartó hanyatlása látható. Will úgy véli, hogy valaki Magnus gépére másolta azokat, ám Declan szerint Will beszervezésével Helen évek óta készül arra, hogy átadja valakinek a Menedék vezetését.
A csapat tovább nyomoz. Kate egy informátora szerint Magnus fura, ijesztő dolgokat vásárolt az elmúlt hetekben, a szokásosnál drágábban és gyorsabban. A tetthelyet rögzítő térfigyelő kamera felvételét törölték az adatbázisból, mégpedig maga a rendőrfőnök tette. Újabb terhelő bizonyíték, hogy a számítógépben Henry megtalálja Helen üzenetét, melyben arra kéri a rendőrfőnököt, hogy törölje a felvételt.
A Triád, egy telepatákból álló nyomozócsapat, a Menedékbe érkezik, hogy kivizsgálja az esetet és kikérdezze Magnust. Emma és két társa próbálkozása nem jár sikerrel, Helen nem emlékszik semmire a történtekből. A kikérdezés során azonban kezdi elveszíteni a fejét, paranoiásan viselkedik, mindenkit azzal vádol, hogy rá akarják terelni a gyanút. Emma szerint Helen elméje valóban sérült, a Triád kiveszi a Menedék irányítását a kezéből és Declan kerül a helyére.
Henry újabb üzenetre bukkan, melyben Declan kérte a Menedék-hálózat vezetőitől, hogy őt nevezzék ki a központ élére, majd megtalálja a felvételt is, amin kétségtelenül Helen Magnus az, aki lelövi Nagyfiút. Helen közben kiborul, paranoiája egyre inkább elhatalmasodik rajta, Declant és a Triádot már azzal vádolja, hogy meg akarják ölni, az ételét megmérgezték, sőt Ashley korábbi meggyilkolását is a nyakukba varrja. Állapota tovább romlik, míg végül Willt is hazugsággal és összeesküvéssel vádolja, majd megszökik. Kate és Will találkozik vele rejtekhelyén, ám ott is rájuk támad, láthatóan labilis az elmeállapota. Declan és társai rátalálnak Helenre és elkapják a már őrjöngő nőt.
Henry a számítógépben újabb furcsaságot fedez fel, kódolt fájlokat talál a Nagy Berta nevű abnormális lényről. Nagy Berta talán a világ legveszélyesebb élőlénye, mely a Föld tektonikus lemezeit képes elmozdítani elektromágneses impulzusaival. Korábban már hatalmas pusztítást okozott a Földön, de Helen rábukkant és a feljegyzések szerint örökre elaltatta. A talált fájlok szerint azonban Helen nem tette meg, hanem elszállíttatta és elrejtette a Menedék-hálózat elől. Az újabb nyom után Will összepakol és távozni készül a Menedékből. Úgy tűnik, csalódott Magnusban, akinek állapota tovább romlik, már mesterséges kómában tartják őt.
Declan megszervezi Nagy Berta felkutatását, azonban a lény eltűnt, a szállító hajót zsoldosok támadták meg és megszerezték azt.
Will távozása előtt még meglátogatja Nagyfiú sírját az épület mélyén, és belenézve meglepetten látja, hogy üres. Visszaidézve az eseményeket, rájön, hogy a Triád állhat az események mögött. Magnus agyáról új felvételeket készítenek, melyek normális állapotot mutatnak, és felfedezik agyában az illegális úton megszerzett ózonbogarat, mely elfedte elméjét a Triád elől. Rátalálnak Nagy Bertára is Kelet-Afrikában, és a helyszínre érve Emmát találják a zsoldosok mellett.
A Menedékben Helen magához térve elmeséli magányos akciójának hátterét. Egy ideje gyanakodott már, hogy a telepata Emma a Menedék-hálózat ellen dolgozik. Miután elhelyezte a szükséges nyomokat, az ózonbogár segítségével „kivonta magát a forgalomból”. Nagyfiút valóban lelőtte, ám a neandervölgyi fajának jellegzetessége, hogy legfelső bőrrétege négyszer olyan vastag, mint az emberé, így a golyók nem okoztak roncsolást a szervezetében. Emellett a golyókat korábban egy chilei békafaj mérgébe mártotta, ami lelassította Nagyfiú szívét, hogy azt higgyék, halott, mindezekkel végül is Willre és társaira bízta, hogy felgöngyölítsék az eseményeket.
|  | Itt a vége a cselekmény részletezésének! |

## Fogadtatás
A sorozatban ez az epizód Amanda Tapping első rendezése, ahol a paranoiás és zavart Helen Magnus szerepéből a legapróbb gond nélkül képes volt hátat fordítani, és kiülni a rendezői székbe. Amber Spence cikkében dicséri Erica Cerra (Emma) és Robert Lawrenson (Declan MacRae) alakítását, de úgy véli, Robin Dunne-nak nem áll jól a dühös szerep. Ezzel ellentétben Rob Vaux a mania.com oldalán pont Dunne és Cerra szócsatáit értékelte pozitívan, valamint azt, hogy az egyre halmozódó Magnus ellen szóló bizonyítékok és események végül nagyszerűen a helyükre kerülnek és hiba nélkül értelmet nyernek.
Az epizódban nyújtott alakításáért 2010-ben Amanda Tappinget Constellation-díjra jelölték a Legjobb női színész 2009-es sci-fi televíziós sorozat epizódjában kategóriában, melynek eredménye 2010 júliusában derül ki. Alan McCullough-t pedig jelölték a 2010-es Leo-díjra a legjobb forgatókönyvért.